# 夏利豪

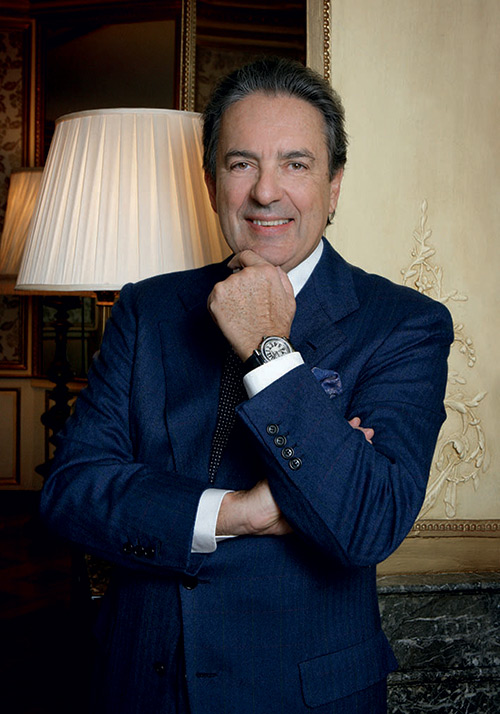
菲利普·夏利豪

夏利豪（法語：Charriol）是知名的瑞士品牌，其產品包括珠寶、手錶、香水、皮革用品和時尚配飾。由法國人菲利普·夏利豪於1983年在日內瓦所創立，迄今全球已有將近4,000個銷售點。鋼索繩紋為夏利豪著名的品牌形象。

## 公益活動
透過夏利豪基金會，品牌於香港、馬來西亞、新加坡及泰國等地都有舉辦多個不同大小的藝術及文化活動，包括藝術創作比賽、展覽、講座、研討會、藝術家交流計劃等等，每年的優勝者都有機會獲得到法國巴黎進修的獎學金。

## 體育贊助

### 賽車
- 2012年世界超級摩托車錦標賽法國車手洛里斯·巴茲（Loris Baz）
- 2010年北京世界车王争霸赛（Race of Champions）
- 2005年利曼24小時耐力賽法國車手克里斯多夫·布库特（Christophe Bouchut）
- 2002年法國雪地賽車安德羅獎杯（Andros Trophy）官方計時員
- 2001年林寶堅尼超級杯（Lamborghini Supertrophy）官方計時員

## 外部連結
- 官方網頁 （页面存档备份，存于）